# Batalla de San Juan de Ulúa
La batalla de San Juan de Ulúa (1568) significó el desastroso final de la campaña de una flotilla inglesa compuesta por seis buques, que entre 1567 y 1568, violando sistemáticamente la tregua acordada por Felipe II de España e Isabel I de Inglaterra, se dedicó al asalto de pequeños puertos y buques mercantes españoles, la trata de esclavos negros y el comercio ilegal en las aguas de la América española.

## Antecedentes
La flota inglesa estaba compuesta por seis naves: el Jesus of Lubeck, de la Royal Navy, a cargo de John Hawkins, el Minion, con John Hampton, el William and John, con Thomas Bolton, y el Judith, capitaneado por Francis Drake; otras dos barcas pequeñas, el Angel y el Swallow, formaban parte de la expedición. Tras cerca de un año de pillajes a lo largo de las costas americanas, decidieron recalar en el puerto y fuerte de San Juan de Ulúa en México para acometer pequeñas reparaciones en sus embarcaciones, así como adquirir víveres para la travesía de vuelta a Inglaterra, en 1568.

## Combate

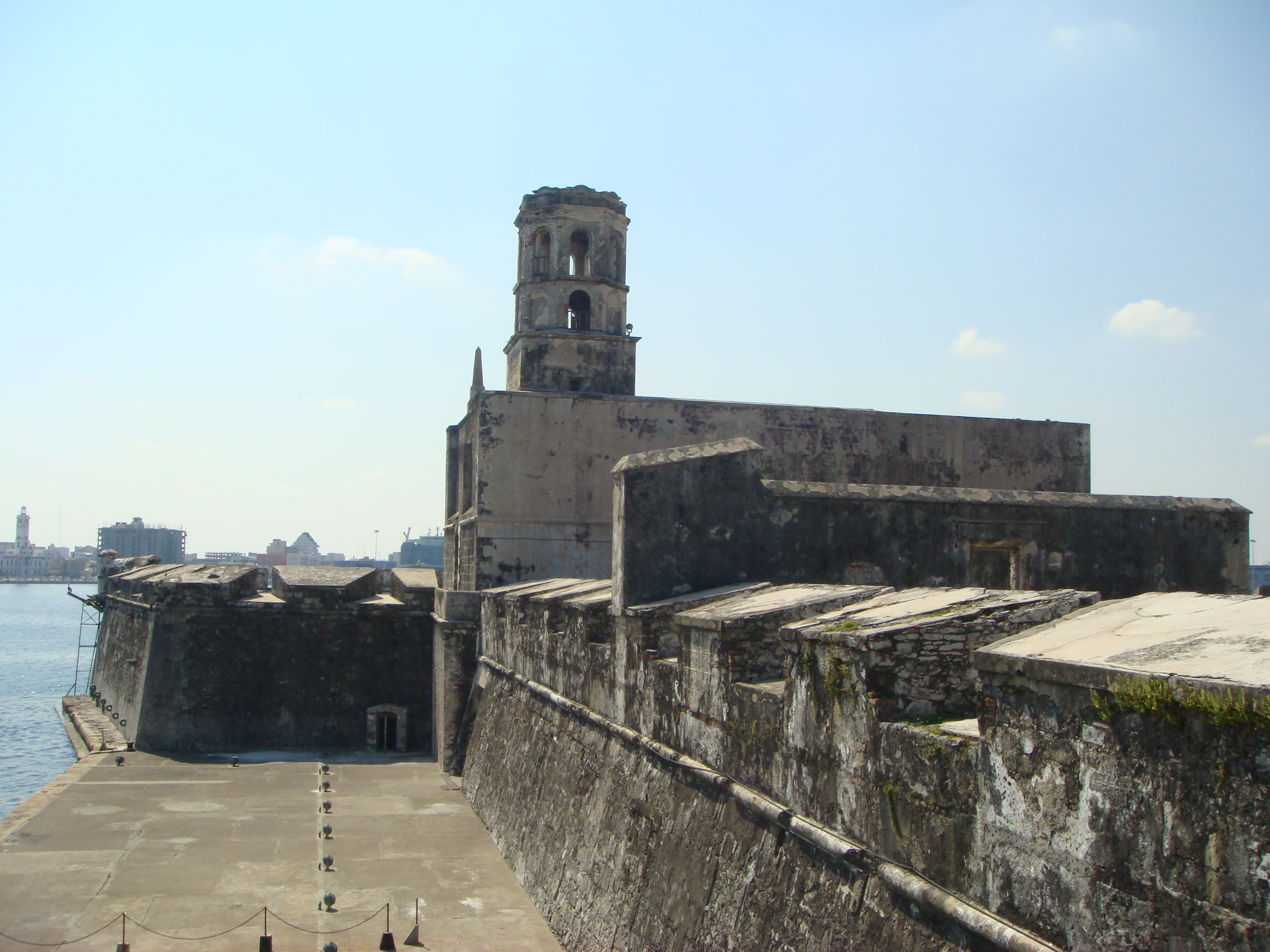
Vista del complejo de la fortaleza de San Juan de Ulúa.

El infortunio sobrevino a los ingleses cuando una flota de escolta de la Armada Española, al mando de Francisco Luján, recayó casualmente en ese mismo puerto mientras los ingleses estaban reparando sus naves.
En un principio, los ingleses no temieron por su seguridad, ya que tras tomar varios rehenes españoles que habían confundido la flotilla inglesa con una esperada flota española, llegaron a un principio de acuerdo de no agresión con el virrey Martín Enríquez de Almansa. Sin embargo, una vez dentro del puerto de la actual Veracruz, Luján los atacó. Esto condujo a la captura o hundimiento de cuatro barcos y a la muerte de 500 marineros. También, a la captura de las mercancías de Hawkins y Drake, que solo después de muchas penalidades lograron regresar a Inglaterra.

## Consecuencias
A raíz de este incidente, Francis Drake adquirió un odio visceral hacia los españoles, lo que lo precipitó en su legendaria carrera como corsario vinculado a la reina Isabel I.
Por parte española, se produce la recuperación de las abundantes ganancias fruto de un año de saqueos, que hubieran debido acabar en Inglaterra.
Este combate fue un claro antecedente de la guerra abierta que librarían Felipe II e Isabel I a partir de 1585, en la que finalmente España conseguiría un tratado de paz favorable a sus intereses, si bien ambos reinos finalizarían la contienda con graves problemas económicos.